# Una. Nessuna. Centomila
Una. Nessuna. Centomila è stato un concerto di iniziativa benefica che si è svolto l'11 giugno 2022 alla RCF Arena di Reggio Emilia. L'evento è stato promosso da Friends&Partners, con la partecipazione di Laura Pausini, Elisa, Giorgia, Emma, Alessandra Amoroso, Fiorella Mannoia e Gianna Nannini. Può essere considerata la riedizione di Amiche in Arena.
Lo scopo dell'iniziativa è stato raccogliere fondi per aiutare le donne vittime di violenza e promuovere i diritti delle donne e la parità di genere. All'evento hanno assistito oltre 100000 persone con un ricavato destinato alla beneficenza di 2 milioni di euro.
Nel 2024 si è tenuta la seconda edizione dell'evento presso l'Arena di Verona con il titolo Una. Nessuna. Centomila – in Arena.

## Il concerto
Inizialmente previsto per il 19 settembre 2020, il concerto è stato sospeso a causa delle restrizioni di contenimento della pandemia di COVID-19 in Italia. Dopo essere stato riprogrammato per il 26 giugno 2021, l'evento venne rinviato nuovamente all'11 giugno 2022.
Il concerto si è svolto con singole performance delle cantanti, con duetti con i cantanti scelti dalle stesse artiste: Pausini con Eros Ramazzotti, Elisa con Tommaso Paradiso, Giorgia con Sottotono, Emma con Brunori Sas, Amoroso con Diodato, Mannoia con Caparezza e Nannini con Coez. Nel corso del concerto sono inoltri apparsi attraverso dei videomessaggi Roberto Bolle, Alessandro Cattelan e Luca Argentero.
L'esibizione è durata sei ore con 62 brani cantati, con la partecipazione di 54 musicisti e coristi.
Nel corso del concerto vi sono stati interventi di radio italiane tra i cambi da un'artista alla successiva, tra queste R101, Radio 105, RDS, Radio Italia, Radio Bruno, Radio 2 e Radio Kiss Kiss.

## Artisti aderenti

### Principali
- Fiorella Mannoia
- Emma
- Alessandra Amoroso
- Giorgia
- Elisa
- Gianna Nannini
- Laura Pausini

### Cantanti ospiti
- Caparezza
- Brunori Sas
- Diodato
- Sottotono
- Tommaso Paradiso
- Coez
- Eros Ramazzotti

### Apparizioni in video
- Alessandro Cattelan
- Roberto Bolle
- Luca Argentero

## Scaletta esibizioni
Le esibizioni e i brani sono elencati in ordine di apparizione ed esecuzione.

### Fiorella Mannoia
- Sally
- Combattente
- Il peso del coraggio
- Nessuna conseguenza
- Quello che le donne non dicono
- Generale - con Caparezza
- Vieni a ballare in Puglia - con Caparezza

### Emma
- Amami
- Sarò libera
- L'amore non mi basta
- La mia città
- Luci blu - con Brunori Sas
- La verità - con Brunori Sas
- Stupida allegria
- Io sono bella
- Fortuna
- Ogni volta è così

### Alessandra Amoroso
- Immobile
- Estranei a partire da ieri
- Stupida
- Canzone inutile - con Diodato
- Fai rumore - con Diodato
- Comunque andare
- Sorriso grande
- Vivere a colori

### Giorgia
- Intro / Il mio giorno migliore / Don't Stop the Music
- Gocce di memoria
- Credo
- Non mi ami
- Mastroianni - con Sottotono
- Turn Your Lights Down Low - con Sottotono
- Tu mi porti su
- Di sole e d'azzurro

### Elisa
- Da sola/In the Night - con Tommaso Paradiso
- Non avere paura - con Tommaso Paradiso
- Litoranea
- O forse sei tu
- Anche fragile
- Luce (tramonti a nord est)
- No Hero
- Together
- Gli ostacoli del cuore
- A modo tuo

### Gianna Nannini
- L'aria sta finendo
- Fotoromanza
- Motivo - con Coez
- Come nelle canzoni - con Coez
- America
- Latin Lover
- Bello e impossibile
- Sei nell'anima
- Meravigliosa creatura

### Laura Pausini
- Invece no
- Resta in ascolto
- Come se non fosse stato mai amore
- Tra te e il mare
- Frasi a metà
- Scatola
- Più bella cosa - con Eros Ramazzotti
- Io sì (Seen)
- Simili

### Chiusura corale
- You've Got a Friend - Laura Pausini, Emma, Alessandra Amoroso, Elisa, Fiorella Mannoia, Giorgia, Gianna Nannini

## Controversie

### Esclusioni dall'evento
La cantante Loredana Bertè, a seguito dell'annuncio del concerto benefico al 70º Festival di Sanremo, ha dichiarato di non essere a conoscenza delle motivazioni della sua esclusione dall'evento, al quale avrebbe voluto partecipare. Successivamente Laura Pausini ha risposto all'accusa mossa dalla Bertè, specificando che le artiste non sono state le organizzatrici dell'evento, ma di essere state contattate in seguito.
Alcune indiscrezioni mosse dal programma Striscia la notizia hanno portato ad alcune incongruenze riguardo all'organizzazione dell'evento e agli artisti coinvolti. In riferimento al concerto benefico Amiche in Arena per le donne vittime di violenza, ideato da Bertè e tenutosi il 19 settembre 2016, è stato rivelato dal programma che il concerto avrebbe dovuto avere una seconda edizione nel corso del programma di Rai 1 Un, due, tre... Fiorella!. Quest'ultima però non è mai stata confermata, sostituita con il concerto Una. Nessuna. Centomila, coordinato da Ferdinando Salzano, amministratore delegato di Friends&Partners, società manageriale delle cantanti che hanno preso parte all'evento. Il programma televisivo sottolinea il fatto che dal concerto sono state escluse tutte le artiste partecipanti alla precedente manifestazione che non hanno un contratto con la società organizzatrice, tra esse la stessa Bertè, Noemi, Elodie, Paola Turci, Irene Grandi, Nina Zilli e Patty Pravo.

### Irregolarità sui costi di TicketOne
In un servizio del programma Striscia la notizia sono state segnalate delle presunte irregolarità relative ad alcuni costi aggiuntivi sul costo del biglietto dell'evento di beneficenza. Il programma riporta che il sito TicketOne abbia applicato la tariffa aggiuntiva in accordo con Friends&Partners, in quanto il sito di vendita la applica a discrezione degli accordi con l'ente promotore Friends&Partners, entrambi facente parti dalla multinazionale CTS Eventim. Il servizio riporta inoltre che in caso di annullamento dell'evento i costi di commissione e della prevendita del biglietto non saranno restituiti dalla società.
Successivamente alla messa in onda del servizio, per smentire presunte speculazioni sull'evento benefico, TicketOne ha comunicato che la società ha rinunciato fin da subito alla maggior parte dei compensi derivanti dal concerto, contribuendo economicamente al progetto, precisando che i costi citati si riferiscono a costi bancari e di gestione, assistenza e promozione dell'evento.

## 7 donne - accanto a te
Per promuovere il concerto nel 2020 sono stati trasmessi in seconda serata su Rai 3 estratti di centri antiviolenza di ciascun artista dalla durata di 40-50 minuti:
- 28 marzo 2020: Fiorella Mannoia, concerto del 17 settembre 2017, Arena di Verona, Combattente Tour 2017[20]
- 2 aprile 2020: Emma, concerto del 17 settembre 2016, Mediolanum Forum d'Assago, Milano, Emma Adesso Tour 2016[21]
- 3 aprile 2020: Alessandra Amoroso, concerto dell'11 ottobre 2016, Mediolanum Forum d'Assago, Milano, Vivere a colori Tour 2016-2017[21]
- 11 aprile 2020: Giorgia, concerto del 7 maggio 2019, Mediolanum Forum d'Assago, Milano, Pop Heart Tour 2019[22]
- 18 aprile 2020: Elisa, concerto del 26 novembre 2016, Mediolanum Forum d'Assago, Milano  On Tour 2016[23]
- 19 aprile 2020: Gianna Nannini concerto del 14 maggio 2016, Arena di Verona, Hitstory Tour 2016-2017[23]
- 4 maggio 2020: Laura Pausini parte concerto del 4 giugno 2016, Stadio Giuseppe Meazza di San Siro, Milano, Simili World Tour 2016 - parte concerto del 21 luglio 2018, Circo Massimo, Roma, Fatti sentire World Wide Tour 2018 + 2 video inediti Laura Biagio Stadi Tour 2019[24]

## Fondazione Una Nessuna Centomila
A seguito del concerto, nel 2023 è stata fondata l'associazione "Una Nessuna Centomila", insita a promuovere i finanziamenti ai centri antiviolenza e progetti che sostengono i diritti e l'emancipazione delle donne, oltre che promuovere eventi, concerti, mostre e interventi di animazione culturale per sensibilizzare sui temi della violenza e disparità di genere.
La fondazione figura Fiorella Mannoia come presidentessa onoraria, Giulia Minoli nel ruolo di presidentessa e Celeste Costantino e Lella Palladino nel ruolo di vicepresidentesse. Il team a supporto degli eventi organizzati dall'associazione figura al suo interno personaggi dello spettacolo, tra cui Paola Cortellesi, Noemi, Massimiliano Caiazzo, Caterina Caselli, Anna Foglietta, Maria Chiara Giannetta, Edoardo Leo, Giacomo Giorgio, Vinicio Marchioni, Vittoria Puccini, Valentina Romani, Giovanna Sonnino, Paola Turci e Ornella Vanoni.